# Bază (algebră liniară)

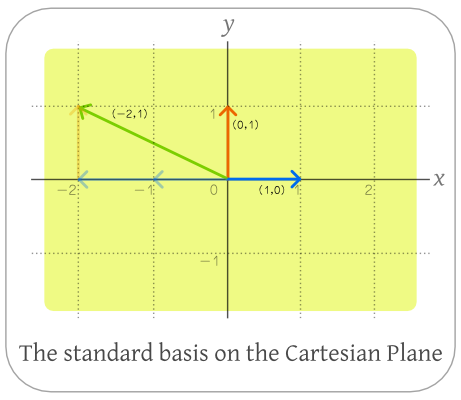
Vectorii (1, 0) și (0, 1) formează o bază în spațiul vectorial R^{2}

In algebră liniară, o bază a unui spațiu vectorial, este un sistem de vectori cu care, printr-o combinație liniară, poate fi generat orice vector al spațiului, și care este minimală în raport cu numărul de vectori pe care îi conține. Dacă baza nu ar fi minimală, atunci unul sau mai mulți vectori ai ei, se poate scrie ca o combinație liniară a celorlalți vectori, ceea ce înseamnă că ei pot fi excluși din bază, rămânându-ne mai puțini vectori.

## Definiție
Fiind dat spațiul vectorial {\displaystyle (V;\mathbb {K} ;+;\cdot )}, {\displaystyle V} - mulțimea vectorilor, {\displaystyle \mathbb {K} } - corpul peste care se află spațiul vectorial, +,* - legi de compoziție, se numește bază (algebrică) a lui {\displaystyle V}, un sistem de vectori liniar independenți care sunt generatori ai spațiului vectorial.
Vectorii bazei se numesc versori.
Mai in detaliu, presupunând că {\displaystyle B=\{{\vec {v}}_{1},{\vec {v}}_{2},\cdots ,{\vec {v}}_{n}\}} este o submulțime finită a spațiului vectorial {\displaystyle V} peste un câmp {\displaystyle F}
(precum mulțimea numerelor reale {\displaystyle \mathbb {R} }
sau cea a numerelor complexe {\displaystyle \mathbb {C} }). Atunci B este bază dacă satisface următoarele condiții:
- proprietatea de liniar independență:

pentru orice {\displaystyle a_{1},a_{2},\cdots ,a_{n}\in F} dacă {\displaystyle a_{1}\cdot {\vec {v}}_{1}+a_{2}\cdot {\vec {v}}_{2}+\cdots +a_{n}\cdot {\vec {v}}_{n}=0,} atunci {\displaystyle a_{1}=a_{2}=\cdots =a_{n}=0.}
- constituie un sistem de generatori:

pentru orice {\displaystyle {\vec {x}}\in V} există {\displaystyle a_{1},a_{2},\cdots ,a_{n}\in F} astfel încât {\displaystyle {\vec {x}}=a_{1}\cdot {\vec {v}}_{1}+a_{2}\cdot {\vec {v}}_{2}+\cdots +a_{n}\cdot {\vec {v}}_{n}.}
De notat că sumele de mai sus sunt finite, chiar dacă baza are un număr infinit de elemente. Admiterea sumelor infinite (serii) necesită înzestrarea spațiului vectorial cu o structură de spațiu topologic. Structuri similare cu bazele algebrice pentru spații prehilbertiene sunt de exemplu bazele ortonormate și bazele Riesz.

## Notație
O bază a unui spațiu vectorial constă de fapt, într-un număr de vectori. Aceștia se scriu între acolade: { }. Exemplu: {\displaystyle {\begin{Bmatrix}v_{1},v_{2},v_{3},...\end{Bmatrix}}}. Dacă vectorii {\displaystyle v_{i}\,} sunt de forma {\displaystyle (e_{i1},e_{i2},e_{i3},...,e_{ij},...)\,}, atunci baza se poate scrie și astfel: {\displaystyle {\begin{Bmatrix}(e_{11},e_{12},...,e_{1j},...),(e_{21},e_{22},...,e_{2j},...),...,(e_{k1},e_{k2},...,e_{kj},...)\end{Bmatrix}}}, unde k și j sunt evident, indici.

## Proprietăți
- Orice spațiu vectorial are o bază;
- Un spațiu vectorial poate avea mai multe baze, chiar și o infinitate;
- Două baze diferite din același spațiu vectorial, conțin același număr de vectori. Numărul de vectori ai bazei este deci o caracteristică a spațiului vectorial, numită dimensiunea spațiului vectorial respectiv. Spațiul format doar din elementul nul ({\displaystyle \{0_{V}\}}) are o singură bază, mulțimea vidă, și ca urmare are dimensiune 0.

## Exemple
1. {\displaystyle (\mathbb {R} ;+;\cdot )_{/\mathbb {R} }}, notație similară cu {\displaystyle (\mathbb {R} ;\mathbb {R} ;+;\cdot )}, formează un spațiu vectorial. Cea mai importantă (și mai cunoscută bază) a acestuia este {\displaystyle {\begin{Bmatrix}(1)\end{Bmatrix}}}. Aceasta este baza canonică. Conținând un singur vector (care este și nenul), el este liniar independent, deoarece {\displaystyle \forall \alpha \in \mathbb {R} }, a.î. {\displaystyle \alpha \cdot 1=0\to \alpha =0}, este adevarată, fiind definiția sistemului de vectori liniar independeți, iar vectorul {\displaystyle (1)\,} este generator deoarece {\displaystyle \forall v\in \mathbb {R} }, el se poate scrie ca o combinație liniară de forma {\displaystyle \alpha \cdot (1)=v}, iar {\displaystyle \alpha \in \mathbb {R} };
2. {\displaystyle (\mathbb {R} ^{2};+;\cdot )_{/\mathbb {R} }}, spațiul vectorial real bidimensional. Orice vector este de forma {\displaystyle (x,y)\,} . Printr-un calcul destul de simplu, se observă că în acest spațiu vectorial, o bază are exact 2 vectori. Baza canonică este {\displaystyle {\begin{Bmatrix}(1,0),(0,1)\end{Bmatrix}}}. O altă bază ar putea fi {\displaystyle {\begin{Bmatrix}(3,0),(0,-2)\end{Bmatrix}}};
3. {\displaystyle (\mathbb {R} ^{n};+;\cdot )_{/\mathbb {R} },n\in \mathbb {N^{*}} }, spațiul vectorial real generalizat pentru orice dimensiune. Un vector v are n componente, {\displaystyle v=(e_{1},e_{2},e_{3},...,e_{n})\,}, iar orice bază are și ea, n vectori. Baza canonică este: {\displaystyle {\begin{Bmatrix}(1,0,...,0),(0,1,0,...,0),...,(0,0,...,0,1)\end{Bmatrix}}};
4. {\displaystyle (\mathbb {C} ;+;\cdot )_{/\mathbb {C} }}, spațiul vectorial complex unidimensional, peste mulțimea numerelor complexe. Orice bază are o componentă nenulă, deoarece este nevoie de un singur număr complex pentru a genera un alt număr complex (care este de fapt vectorul), printr-o combinație liniară;
5. {\displaystyle (\mathbb {C} ;+;\cdot )_{/\mathbb {R} }}, spațiul vectorial complex unidimensional, peste mulțimea numerelor reale. Aici este nevoie de 2 numere reale pentru a genera un vector, deoarece orice număr complex este de forma {\displaystyle a+i\cdot b,a,b\in \mathbb {R} \,}. Ca bază, putem avea {\displaystyle {\begin{Bmatrix}(1,0),(0,i)\end{Bmatrix}}};
6. {\displaystyle (\mathbb {R} [X];+;\cdot )} spațiul vectorial al polinoamelor cu coeficienți reali. Bază avem {\displaystyle {\begin{Bmatrix}1,X,X^{2},X^{3},...\end{Bmatrix}}}, acesta fiind un spațiu infinit dimensional, baza va conține o infinitate de vectori.